# St-Pierre (Échebrune)

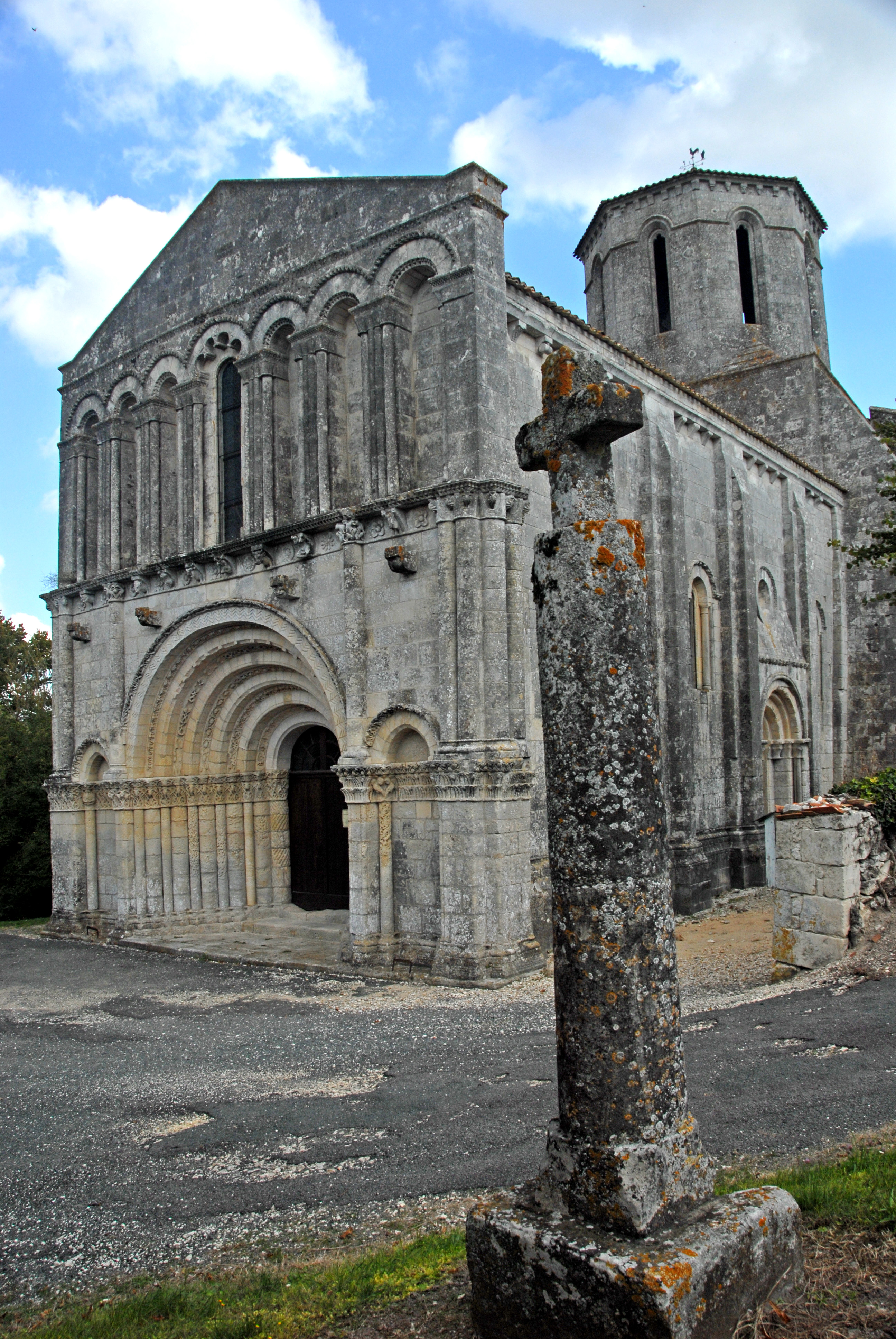
Échebrune, St-Pierre – Ansicht von Südwesten

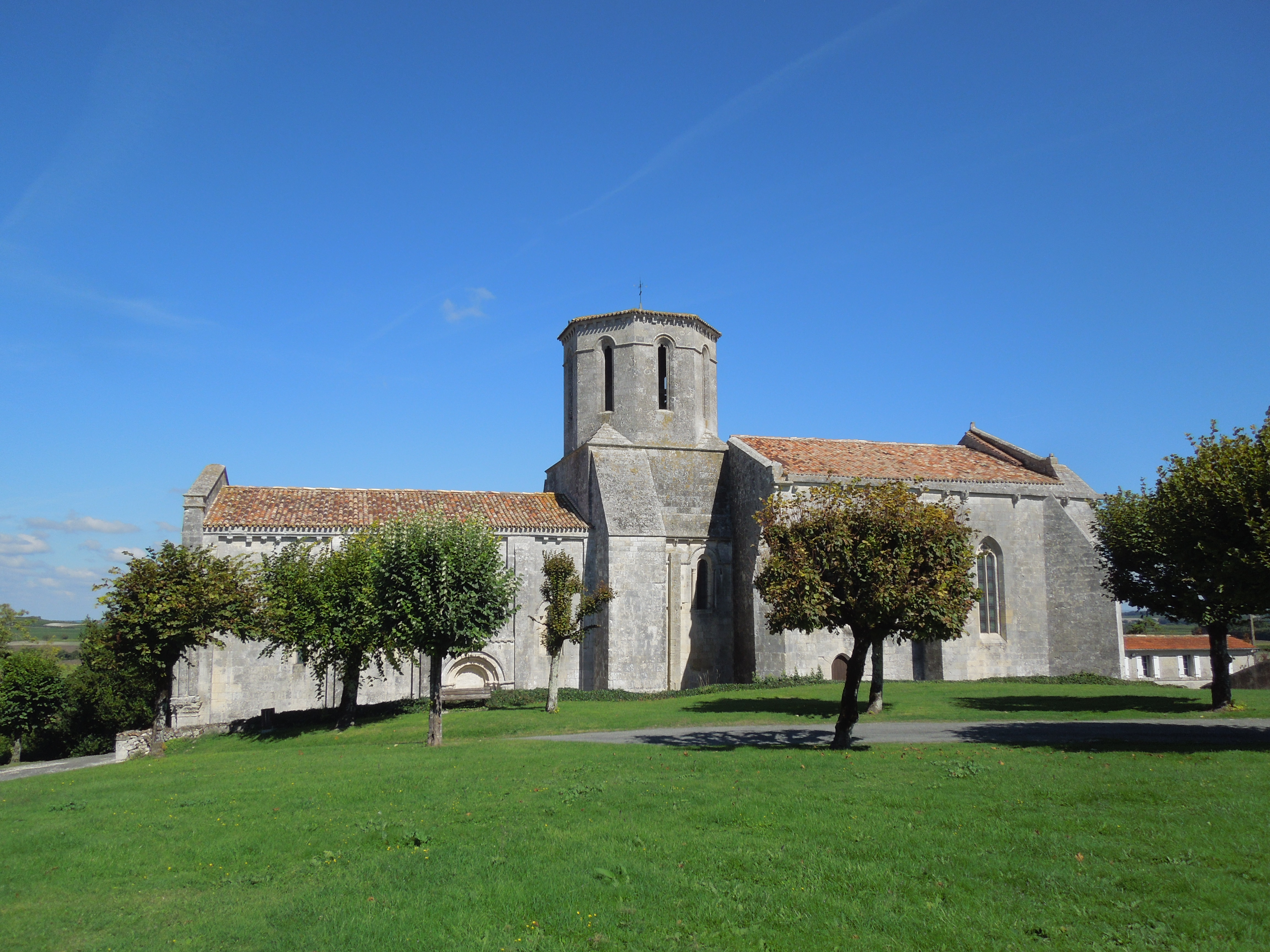
Échebrune, St-Pierre – Ansicht von Süden

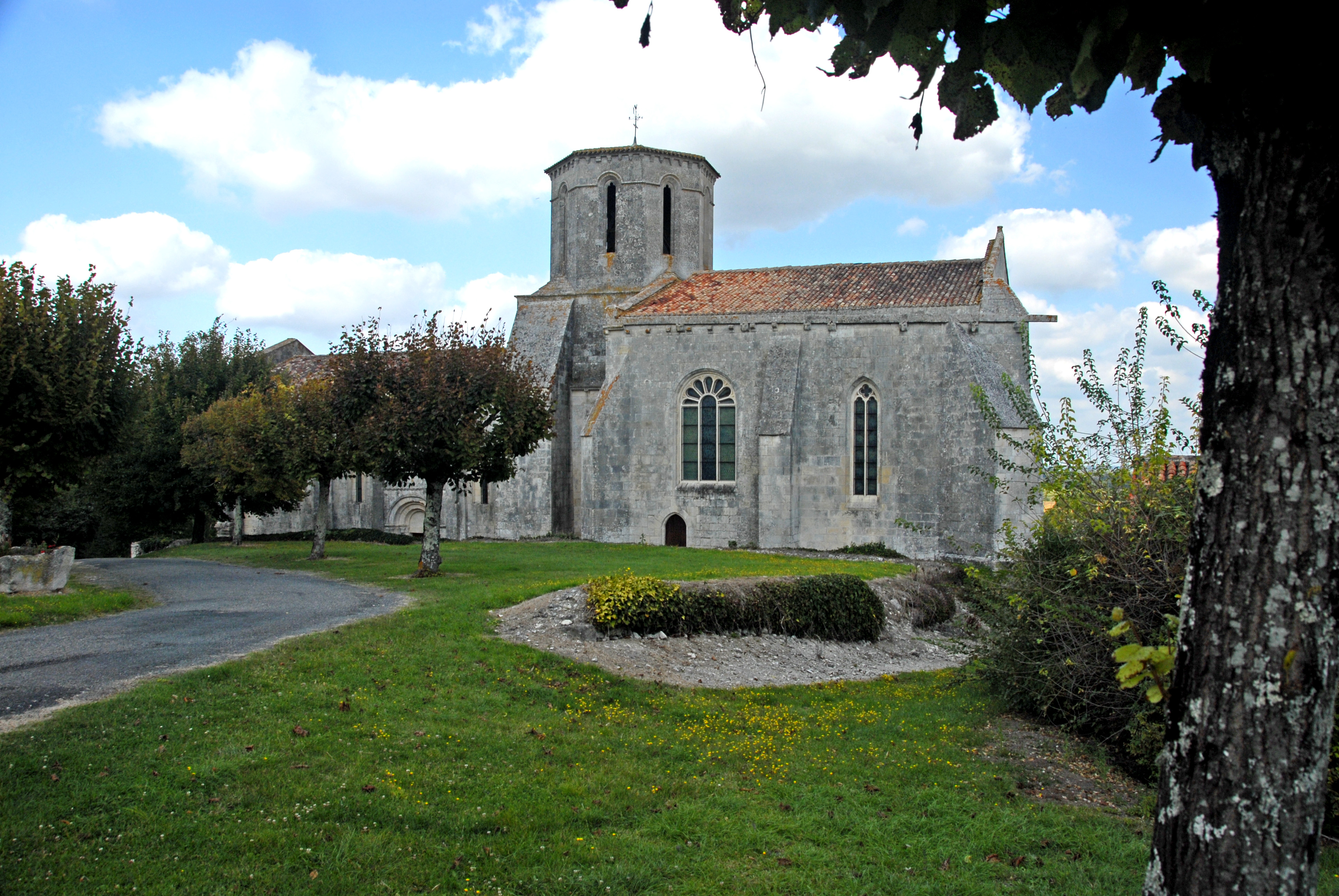
Échebrune, St-Pierre – Ansicht der spätgotischen Chorpartie von Süden

Die Pfarrkirche Saint-Pierre befindet sich in der kleinen Ortschaft Échebrune im Département Charente-Maritime in der Region Nouvelle-Aquitaine, Frankreich. Seit dem Jahr 1902 ist die Kirche als Monument historique registriert.

## Geschichte
Über die Geschichte der Kirche ist sehr wenig bekannt. Es gibt auch keinerlei Hinweise dafür, dass die Kirche, wie viele andere der Saintonge, in den ersten Jahrhunderten ihres Bestandes einem Priorat oder Kloster angehörte, wegen des zweiten Eingangs auf der Südseite der Kirche und wegen der aufwendigen Bauzier ist dies aber zu vermuten. Sicher ist, dass der ursprüngliche Kirchenbau, der heute noch in beachtlichem Umfang erhalten ist, vor allem mit seiner berühmten Fassade ein Werk der Baumeister des 12. Jahrhunderts ist, einer Zeit mit ausgesprochen ruhigen politischen Verhältnissen. Die Nähe zu einer der Hauptpilgerrouten (Via Turonensis) nach Santiago de Compostela trug mit Sicherheit dazu bei, dass die Steinmetze bezahlt werden konnten.
Die Ursache der meisten Schäden an kirchlichen Gebäuden ist in den unerbittlichen Brandschatzungen und Plünderungen des Hundertjährigen Krieges (1337–1453) zu sehen. Nach einer relativ kurzen Zeit der Erholung, in der viele Instandsetzungen und Erneuerungen vorgenommen wurden, ging es während der Hugenottenkriege (1562–1598) mit den Zerstörungen weiter; den Rest erledigten dann häufig ab 1789 die Revolutionäre.
Auch die Pfarrkirche Saint-Pierre verlor in den Kriegswirren die alte Tonneneinwölbung des Schiffs und den kompletten romanischen Chor. Dieser wurde im 15. und 16. Jahrhundert erneuert und vergrößert und gleichzeitig um den südlichen Anbau einer Kapelle in voller Länge des neuen Chors erweitert. Auch die gewaltigen Stützpfeiler am quadratischen Unterbau des Glockenturms (12. Jahrhundert) stammen aus dieser Zeit; vermutlich wurden sie zur Sicherung der Statik zugefügt.
Die wohl damals gleichermaßen erneuerten Einwölbungen des Chores und der Kapelle mit gotischen Kreuzrippengewölben fielen späteren Kriegswirren zum Opfer und sind heute nicht mehr vorhanden.
Die nachträgliche Abmauerung einer Sakristei im Bereich der Kapelle ist ein Werk der Neuzeit.

## Architektur

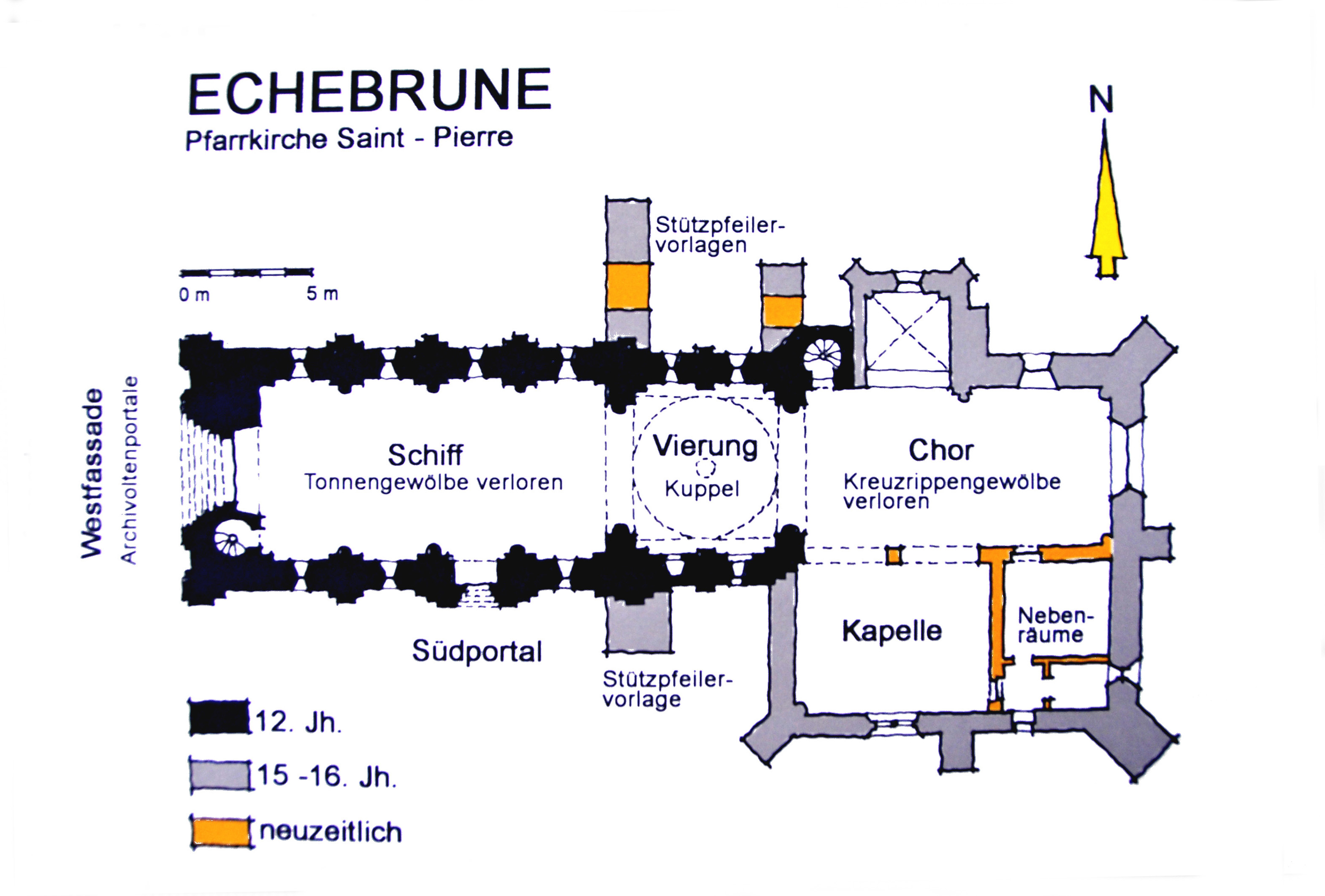
Échebrune, St-Pierre, Grundriss

### Äußere Gestalt
Die Gesamtgestaltung des Bauwerks wird, wie bei fast allen romanischen Kirchen der Saintonge, von der Westfassade dominiert. Sie überragt das Schiff an den Seiten, noch über deren Pfeilervorlagen hinaus, und am Giebel deutlich. Das Mauerwerk besteht aus grauem Natursteinmaterial, überwiegend in klarem Blockverband versetzt. Die der Witterung ausgesetzten Oberflächen haben unterschiedlich getönte Patina angesetzt, auf den oberen Teilen der Fassade dunkelgrau bis schwarz. Die weniger dem Regen ausgesetzten Oberflächen, wie etwa die Archivoltenbögen der Fassade, zeigen gelbliche bis helle ockerfarbene Tönungen.
Die Jochgliederung im Innern des Schiffs durch Rundsäulen auf Pfeilervorlagen wird außen mit im Querschnitt rechtwinkligen zweistufigen Pfeilervorlagen übernommen, aus je einer breiten Vorlage an der Wand, auf der außen eine zweite schmalere Vorlage aufsitzt. Die Vorlagen reichen hoch bis unter das Traufgesims und sind am Ende abgeschrägt, bis auf Null auslaufend. Zwischen den Pfeilervorlagen gibt es nur die glatte Wand, ohne jede Arkadengliederung, im Sockelbereich etwas vorstehend. Über den Wandflächen kragt ein bündig mit der breiten Pfeilervorlage abschließendes Gesims aus, dessen Vorderkante hohlkehlenartig profiliert ist. Getragen wird es von L-förmigen Kragsteinen, deren innerer Schenkel gerundet und im Querschnitt profiliert ist. Auf dem Gesims sind noch zwei Schichten aufgemauert, bis unter die eigentliche Traufe.
Die kleinen und schmalen rundbogigen Fenster sind etwa in Mitte der Wandhöhe angeordnet und werden umgeben von eingliedrigen Archivolten, mit einem im Querschnitt quadratischen Archivoltenbogen, auf schlanken Rundsäulen in Nischen und quer gerillten Kapitellen mit kräftigen profilierten Kämpfern. Der Bogen wird außen eingefasst mit einem leicht auskragenden Band, aus einem geometrischen Stabprofil, das am unteren Ende noch ein Stück waagerecht auf die Wand reicht.

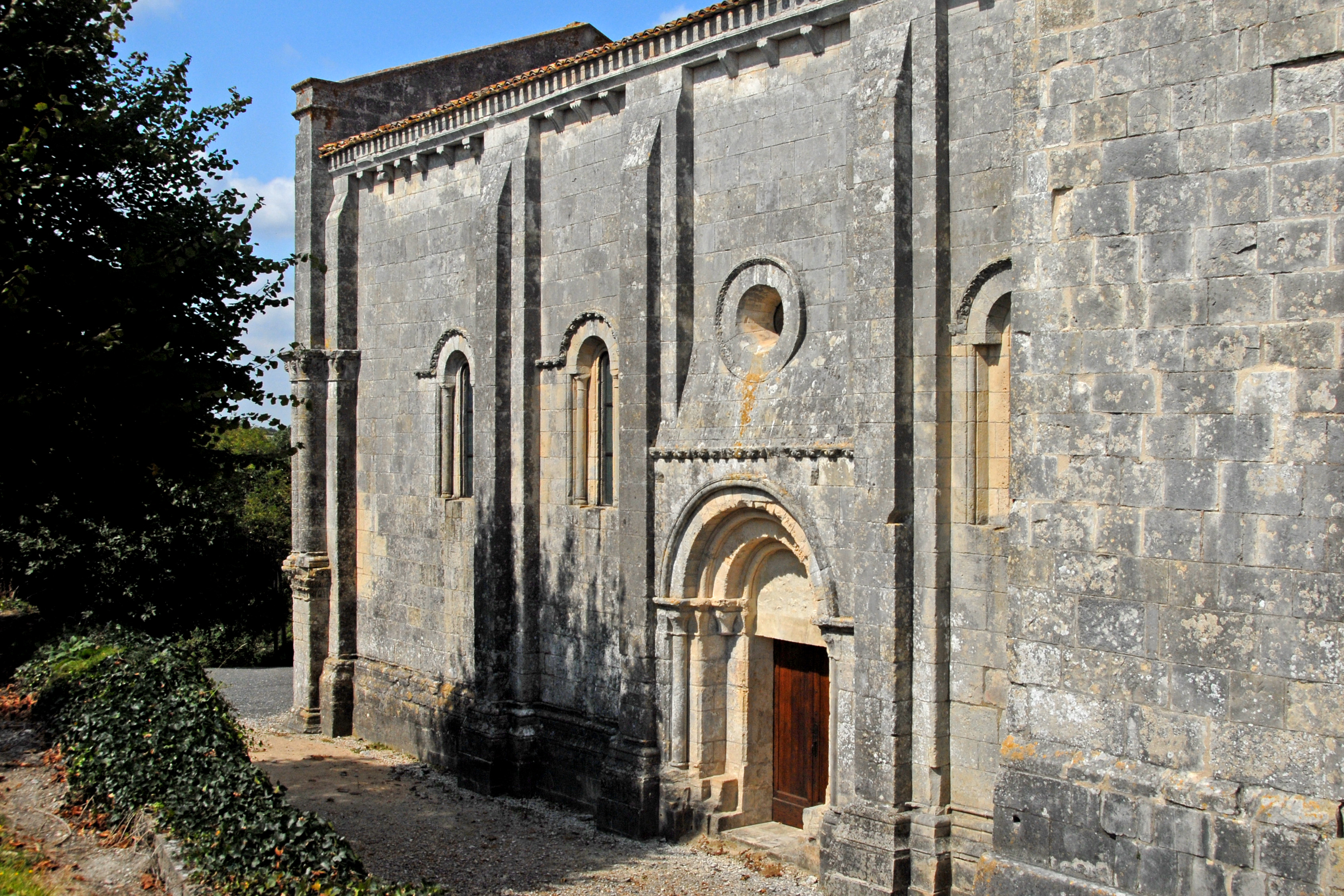
Échebrune, St-Pierre – Südportal

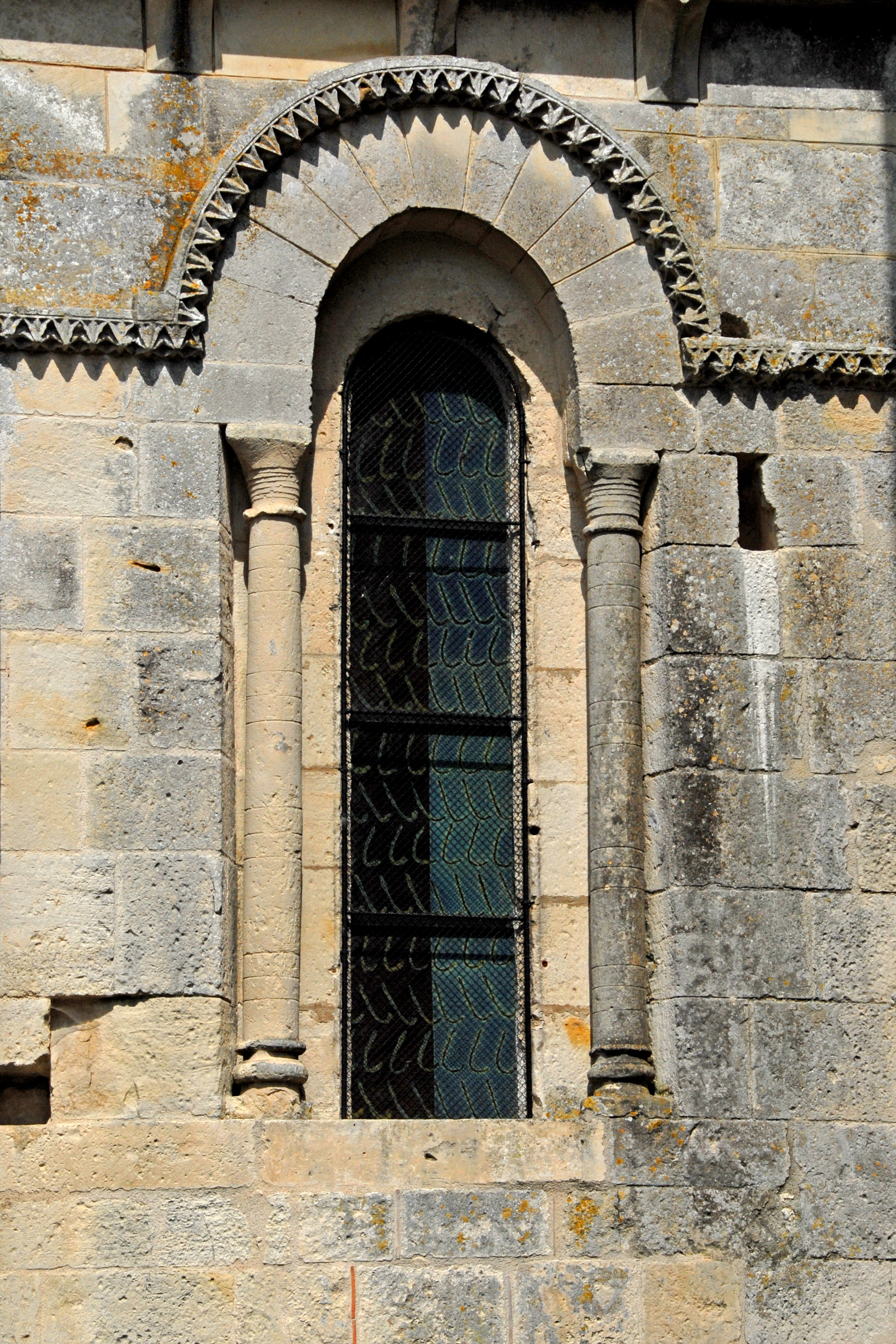
Échebrune, St-Pierre, Fenster im Schiff

Im dritten Joch befindet sich ein vierstufiges Archivoltenportal, dessen umgebende Wand bis auf die Außenseite der Wandvorlagen aufgedickt ist, damit das tiefe Portalgewände untergebracht werden kann. Die Oberseite der Wandfläche ist über der Traufe dachartig steil abgeschrägt und mit einem pflanzlich ornamentierten Traufgesims geschmückt. Die Archivoltenbögen bestehen aus zwei im Querschnitt quadratischen Profilen im Wechsel mit gebogenen Rundstäben, in deren Zwickel von schmalen Profilen begleitet. Die Bögen stehen auf Rundsäulen, im Wechsel mit Mauerecken und deren Kapitellen und profilierten Kämpfern. Unter den Bögen ist ein glattes Tympanon eingefügt. Alle konstruktiven Teile des Portals tragen keinerlei figuralen oder ornamentalen Schmuck.
Über dem Südportal ist in der Wand ein „Ochsenauge“ angeordnet, mit einer Einrahmung aus glatten Keilsteinen, in der Leibung abgeschrägt, und einem äußeren vorspringenden Abschlussprofil mit geometrischem Stabornament.
Die beiden Seitenflächen der romanischen Vierung haben außer jeweils einer lisenenartigen Wandvorlage in der Mitte und den beiden kleinen rundbogigen Fenstern keine Strukturen, wenn man die gewaltigen abstützenden Pfeilervorlagen auf der Nord- und Südseite nicht dazurechnet. Ein Stützpfeiler ist so breit geworden, dass er in eines der Fenster hineinragt, das daraufhin zugemauert wurde.
Auch die späteren An- und Umbauten im Chorbereich weisen, außer den kräftigen Stützpfeilern, an den Gebäudeecken diagonal angeordnet, und den Fenstern mit gotischen Spitzbögen, keine besonderen Gliederungen auf. Ein größeres Fenster auf der Südseite der Kapelle hat einen Rundbogen, wird aber in den Stil der Renaissance eingestuft. In Nähe der Traufe der Südseite sieht man einige kleinere Kragsteine ohne Funktion. Unmittelbar unter der Traufe gibt es als spätere Nachrüstung eine steinerne Dachrinne aus einem rechtwinkligen Profil, mit einer Rille auf der Oberseite. Diese Rinne ist im Gefälle verlegt und wird getragen von größeren Kragsteinen.
Der quadratische Unterbau des Turms entspricht im Grundriss dem der Vierung und ragt weit über das Dach des romanischen Schiffs hinaus, schließt aber knapp unter dem First des deutlich höheren Dachs der jüngeren Chorgruppe mit einem schmalen Gesimsprofil ab. Darüber ragt ein achteckiger Grundriss der Glockenstube auf. Auf jeder Seite gibt es eine schlanke rundbogige Schallluke mit abgeschrägten Leibungen. Die Bögen fasst ein schmales Stabprofil ein, das sich in Höhe der Bogenenden waagerecht zum nächsten Fenster fortsetzt. Das steinerne, leicht auskragenden Traufgesims ruht auf einfach skulptierten Kragsteinen.
Das Schiff wird zwischen Fassade und Vierung abgedeckt mit einem flach geneigten Satteldach. Das deutlich höheren Dach der Chorgruppe, inklusive der Südkapelle, wird mit einem Satteldach gleicher Neigung eingedeckt, dessen Firstrichtung auf die Ecke des Turmunterbaus stößt. Die Dachform des Turms ist eine flach geneigte achteckige Pyramide. Die Eindeckungen aller Dächer bestehen aus roten Tonziegeln in römischer Form (Mönch – Nonne). Schiff und Turm haben „echte“ Traufen. Die Traufen der Chorgruppe sind mit steinernen Dachrinnen ausgerüstet (sh. oben).

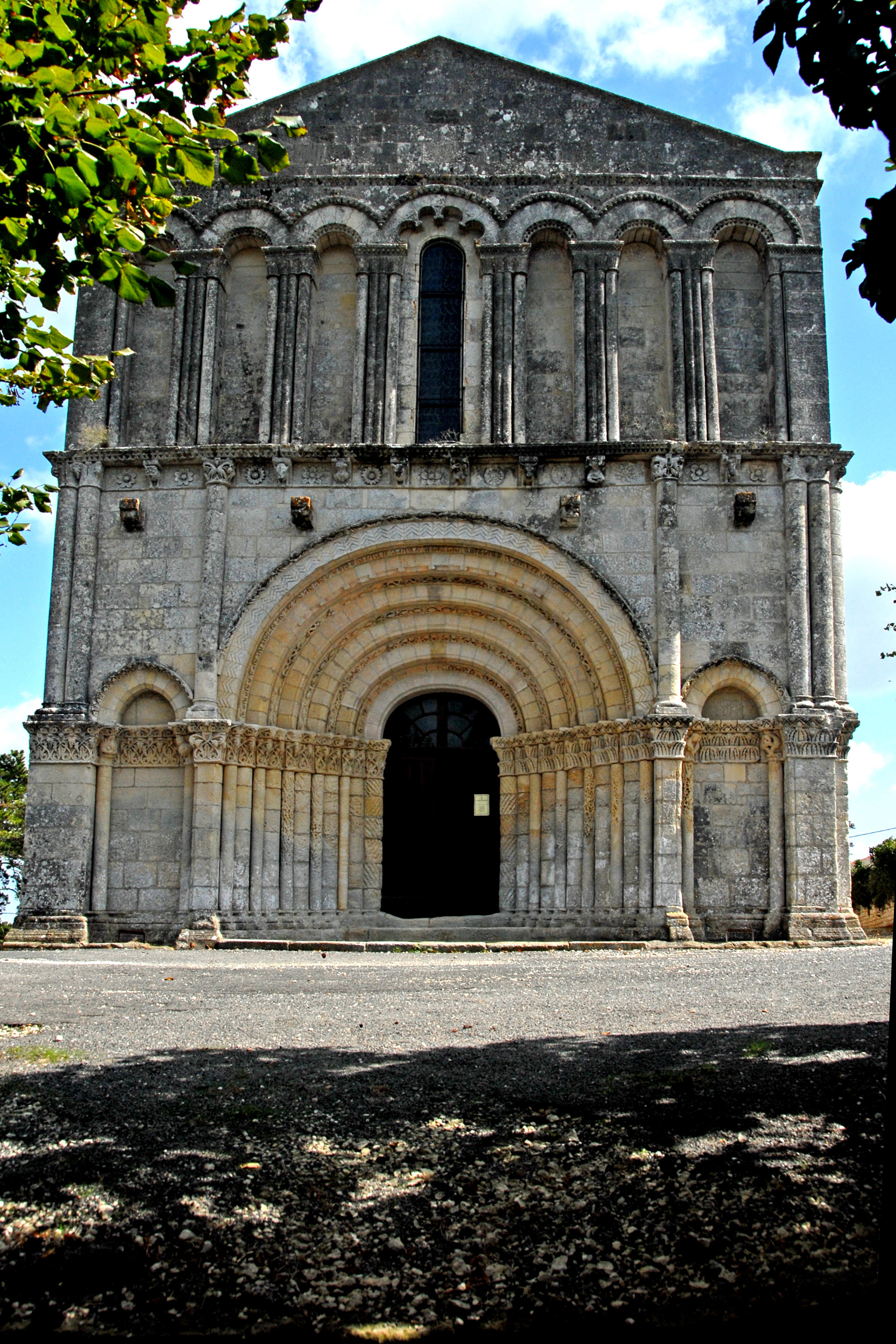
Échebrune, St-Pierre, Westfassade gesamt

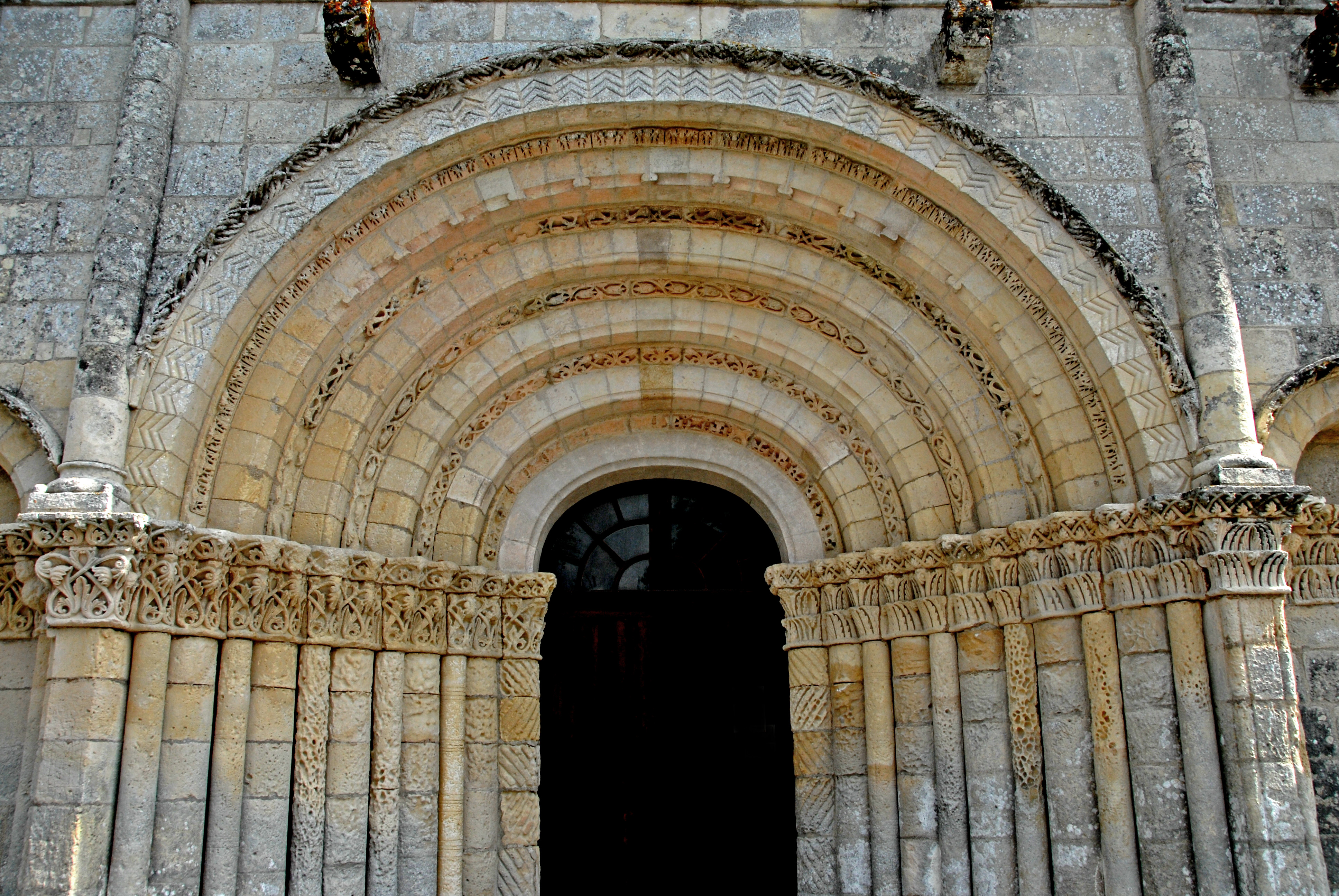
Échebrune, St-Pierre, Archivoltenportal

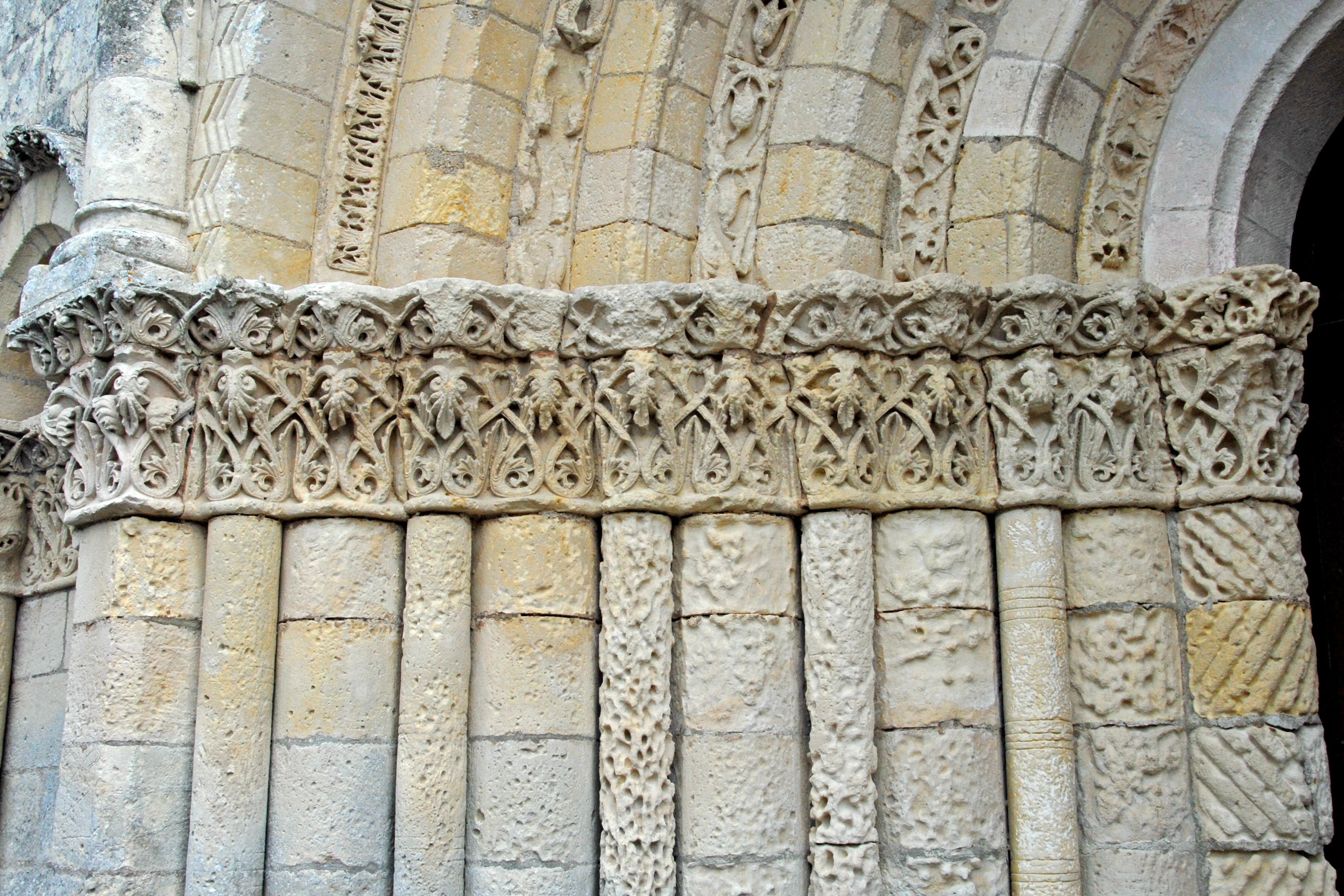
Échebrune, St-Pierre, Archivoltenkapitelle

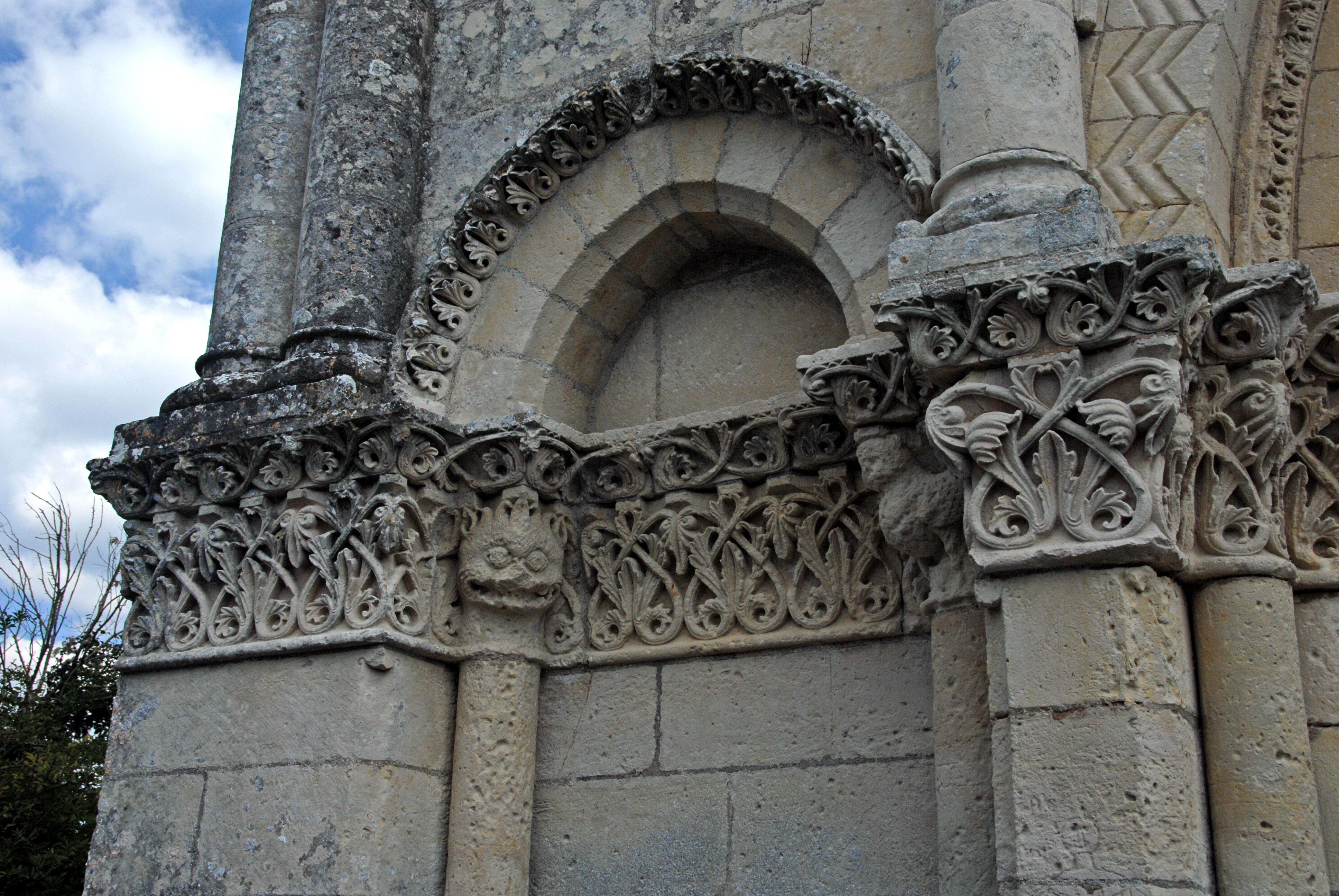
Échebrune, St-Pierre, Archivolten-Blindportal links

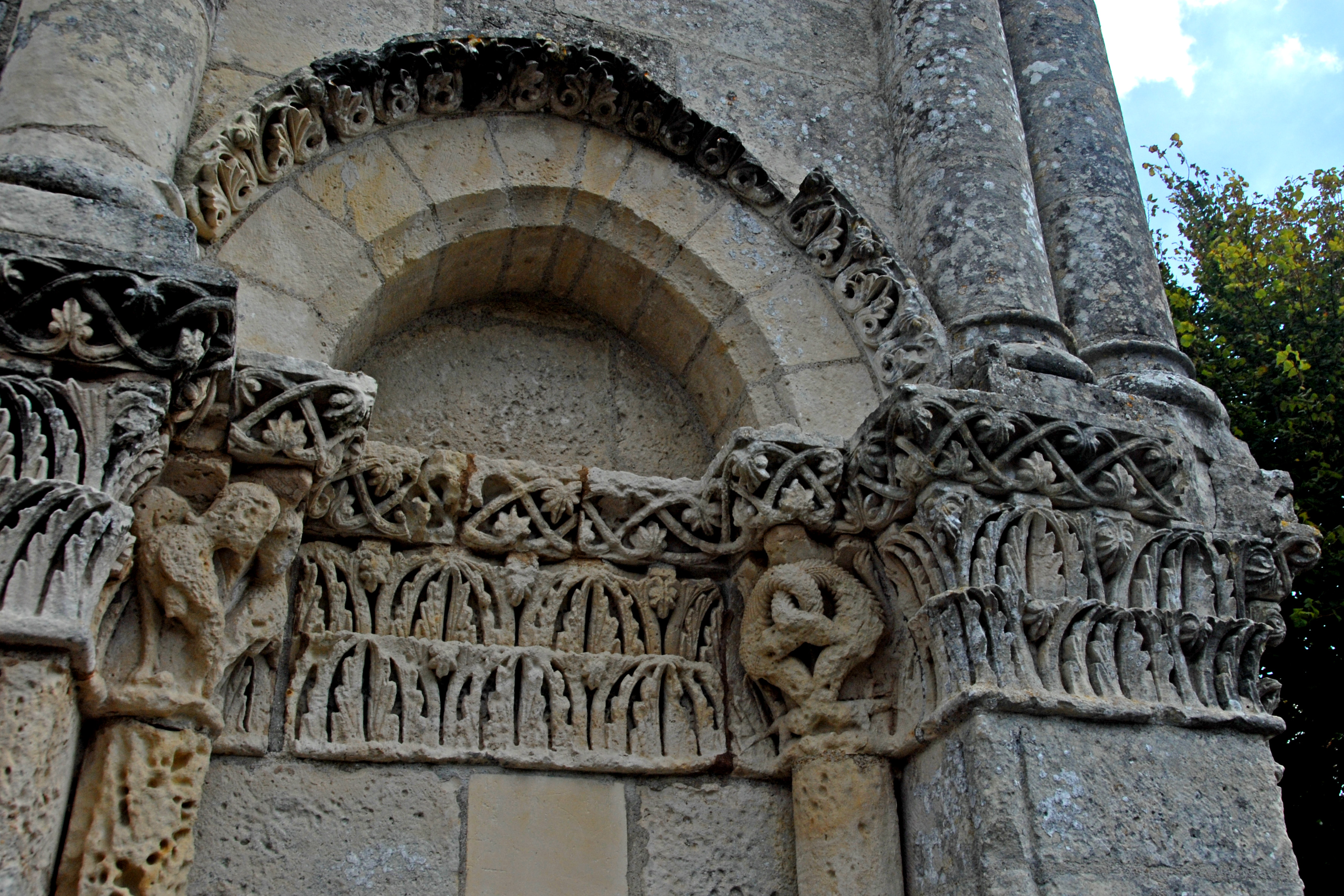
Échebrune, St-Pierre, Archivolten-Blindportal rechts

### Westfassade
Ein für die romanische Kirchenbaukunst in der Saintonge ungewöhnlicher Aspekt ist der bis auf wenige Ausnahmen gänzliche Verzicht auf figuralen Dekor. Hingegen wurde bei der Fassadengliederung ein solch hoher Aufwand betrieben, wie er bei keiner anderen Kirche der Region angetroffen werden kann.

#### Grobgliederung
Die horizontale Unterteilung in zwei Geschosse aus Erd- und Obergeschoss, im Verhältnis von etwa Zwei zu Eins, mit einem zusätzlichen Giebel, entspricht gängiger Praxis. Die waagerechte Gliederung über dem Erdgeschoss übernimmt ein weit auskragendes Gesims, das von Säulen und Kragsteinen getragen wird. Das Obergeschoss wird zum Giebel durch ein schmales, weniger stark auskragendes Gesims getrennt.
Auf knapp halber Höhe des Erdgeschosses verläuft noch einmal ein waagerechtes Band aus aneinander gereihten Kapitellen und Kämpfern und deren Fortsetzungen in den Scheinportalen und auf den Wandvorlagen.
Eine vertikale Unterteilung in drei Abschnitte erfolgt hier nur im Erdgeschoss im Verhältnis Eins zu Vier zu Eins, und zwar mit Hilfe aufeinander gestellter Säulen.

#### Feinstrukturen
Zentrum des Erdgeschosses bildet ein riesiges sechsstufiges Archivoltenportal, exakt in das von den Säulen abgeteilten Mittelfeld eingepasst. Alle Bögen haben gleich breite und glatte Stirn- und Unterseiten. Daraus entsteht eine extrem tiefe Abstufung bis zum Portal. Die Vorderkanten der Archivolten sind profiliert, im Wechsel als Rundstab und als Hohlkehle. Auf dem Hohlkehlprofil der fünften Archivolte sitzen kleine Nocken im Abstand von zwei Steinen. Die Stirnseite der sechsten und äußeren Archivolte ist mit einem geometrischen Zackenmuster verziert, ihre Unterseite ist profiliert. Im Innenwinkel der Bögen sitzen schmale Begleiter, in pflanzliche Ornamente aufgelöst. Der äußere Archivoltenbogen wird eingefasst mit einem auskragenden Band mit pflanzlicher Struktur.
Die sechs Archivoltenbögen sitzen auf elf schlanken Rundsäulen mit Kapitellen und Kämpfern, die mit aufwändigem pflanzlichen Rankenwerk und Blättern tief reichend skulptiert sind. Die Kapitelle bilden paarweise ein zusammengehöriges Steinsegment zu dem jeweils ein Archivolten-Ende gehört. Die Säulen wechseln untereinander mit kleineren und größeren Durchmessern ab. Nur das innere Säulenpaar ist mit wechselnd gedrehten Kannelierungen geschmückt. Fast alle anderen haben auf natürlichem Wege durch Verwitterung eine Struktur erhalten. An ihrem unteren Ende stehen die Säulen auf profilierten Basen.
Beidseitig des großen Archvoltenportals erhebt sich jeweils die vertikale Trennung des Erdgeschosses, im unteren Bereich eine rechteckige Pfeilervorlage mit stark abgerundeten Ecken, auf einer Basis und mit einem Kapitell und Kämpfer, in Art und Höhe wie die Gewändesäulen-Gruppe. Darauf steht eine zu drei Viertel ihres Querschnitt vor die Fassade tretende Rundsäule, aus profilierter Basis und figural gestaltetem Kapitell, das unter dem das Erdgeschoss abschließenden Kraggesims anschließt.
Die gleiche Übereinanderstellung von Säulen wiederholt sich nochmals an den Fassadenecken. Hier ist jedoch die untere Säule doppelt so breit. Um die Ecke herum, auf den mitgestalteten Kopfseiten der Fassade gibt es je eine weitere Pfeilervorlage wie die ersten, auf der wieder eine Rundsäule seht. Zwischen den beiden vorstehend beschriebenen oberen Säulen der Gebäudeecke fügt sich noch eine dritte Säule desselben Querschnitts nahtlos ein. Daraus ergibt sich eine harmonische und intelligente Gestaltung des seitlichen Fassadenabschlusses, der nicht auf der Ecke aufhört.
Zwischen den beiden übrig bleibenden schmalen vertikalen Fassadenabschnitten fügen sich passgenau die einstufigen Archivolten – Blindportale ein, jeweils aus einem angespitzten Archivoltenbogen, zwei schlanken Rundsäulen, mit Basen, Kapitellen und Kämpfern, alles sinngemäß wie beim Hauptportal. Zwischen den Kapitellen und Kämpfern ist ein Band in derselben Breite eingefügt, mit den gleichen ornamentalen Strukturen. Einzige Ausnahme davon sind die beiden Kapitelle, die einzig im Erdgeschoss mit figuraler Plastik aufwarten, aus Fantasiegestalten der mittelalterlichen Geisterwelt. Das Tympanon und die Fläche unterhalb des Bandes bleiben glattes Wandmauerwerk.
Der obere waagerechte Abschluss des Erdgeschosses bildet das tief ausladende Gesimsband, dessen abgeschrägte Außenkante mit einem geometrischen Ornament geschmückt ist. Das Gesims liegt auf den oben beschriebenen Säulen und auf kräftigen Kragsteinen auf. Das Gesims ist mit den drei Säulen und die Ecke auf die Kopfseite der Fassadenwand geführt. Die Kragsteine sind in L-Form gearbeitet, deren Innenwinkel überwiegend ausgerundet ist, und darauf figurale Skulpturen trägt, wie zum Beispiel: Mensch im Schneidersitz hält Gegenstand, Porträt eines Ochsen mit Gehörn, Fabeltier mit menschlichen Gesichtszügen, verschiedene Torsi von Mensch und Tier, weiblicher Torso ohne Kopf und andere. In derselben Höhe und im Wechsel mit den Kragsteinen sind die mit figürlicher Darstellung versehenen Säulenkapitelle zu sehen, vor allem mit tierischen Fantasiegestalten, untereinander verschlungen, und pflanzlichem Dekor. In Höhe der Unterkanten der Kapitelle und der Kragsteine verläuft ein schmales Profil, über alle vorstehenden Elemente hinweg. Die aus diesem Profil, dem Gesims, den Kragsteinen und Säulenkapitellen gebildeten rechteckigen Felder enthalten Medaillons und Rosetten.
Etwas unterhalb des Gesimsbandes ragen aus den glatten Mauerwerksflächen, untereinander in gleicher Höhe, vier große Kragsteine hervor, ohne Fassadenbezug. Sie haben auf der Oberseite, von der Seite gesehen, halbkreisförmige Ausnehmungen, in denen man sich kräftige Rundholzbalken eingelegt vorstellen könnte, die auch noch an den Säulenvorsprüngen vorbeikommen. Diese Umstände deuten darauf hin, dass es hier die Holzkonstruktion eines Schutzdaches oder gar einer Vorhalle gegeben hat oder die einmal geplant gewesen ist. In der kleine Kirche könnte einmal, etwa während der großen Pilgerzüge, Platzmangel geherrscht haben.
Im Obergeschoss gibt es fast in voller Geschosshöhe eine Blendarkatur mit sechs schlanken, weit zurück springenden Innenflächen. Die Arkadenbögen haben Querschnitte in Form und Größe etwa wie die Archivoltenbögen im Erdgeschoss, inklusive deren Einfassprofile. Sie gehen auf den Kämpferplatten ineinander über. Die siebte und mittlere Arkade, etwas breiter als die übrigen, beherbergt ein echtes Fenster, sehr schlanker Bauart mit Rundbogen. Der Arkadenbogen hat innenseitig zwei-Drittel-kreisförmige Ausnehmungen. Die nach innen weisenden „Zungen“ sind ornamental strukturiert. Die Arkadenbögen sind auf Gruppen aus vier schlanken Säulen aufgelagert, je zwei mit dünnerem und zwei mit dickerem Durchmesser, die für sie passende Kapitelle und Kämpfer tragen, mit pflanzlicher Ornamentik. Ganz außen ist der letzte Arkadenbogen auf ein Stück Fassadenwand und einer einzigen Säule aufgesetzt. Das Kämpferprofil und das unter den Kapitellen wir dort auch um die Fassadenecke herumgeführt.
Das Obergeschoss wird mit einem ornamental strukturierten leicht auskragenden Profil abgeschlossen. Darüber kommt nur noch ein niedriges Stück glatter Giebelwandfläche mit einer leicht auskragenden Plattenabdeckung, mit ca. 20 Grad Neigung.

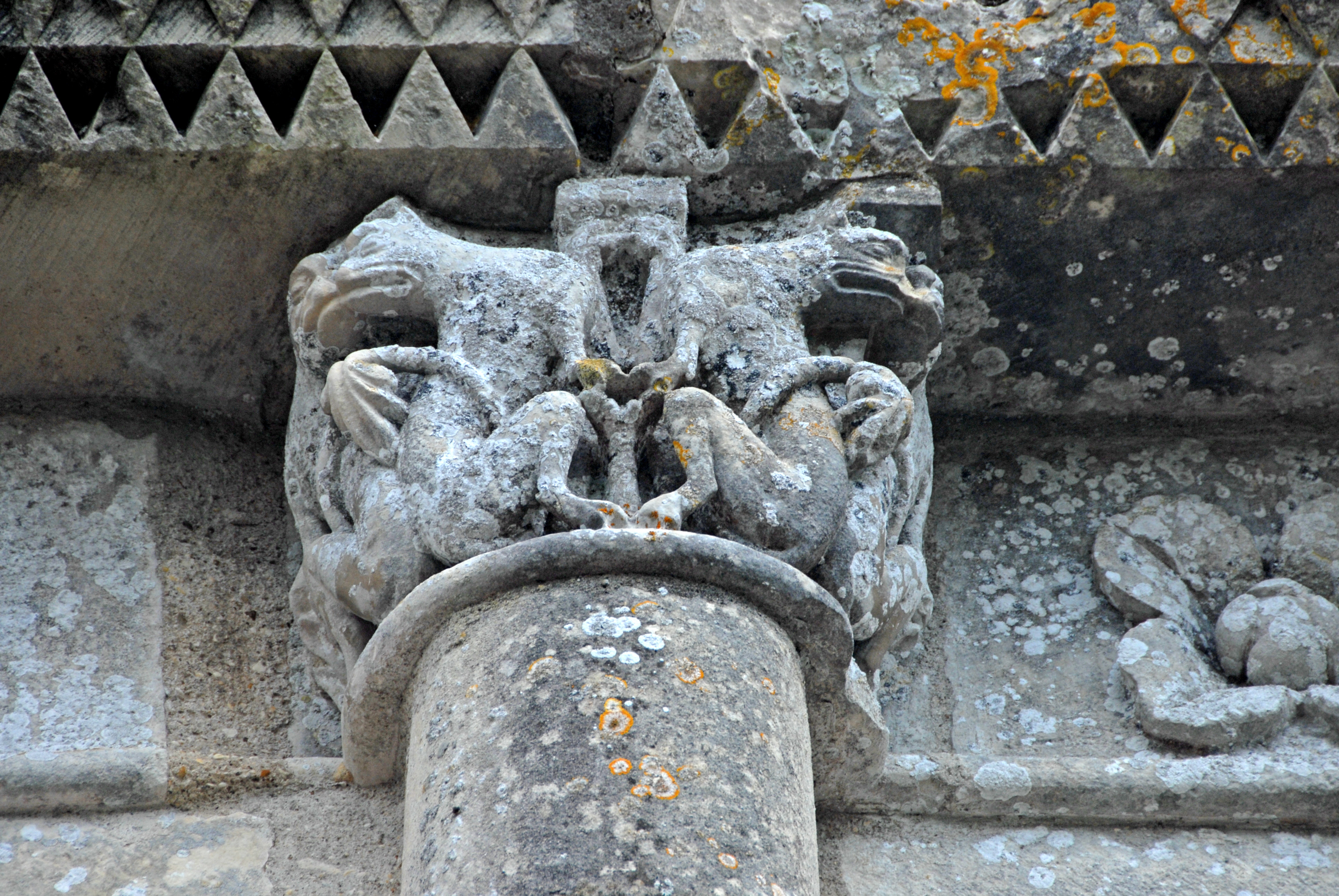
Échebrune, St-Pierre, Kapitell Fassadensäule
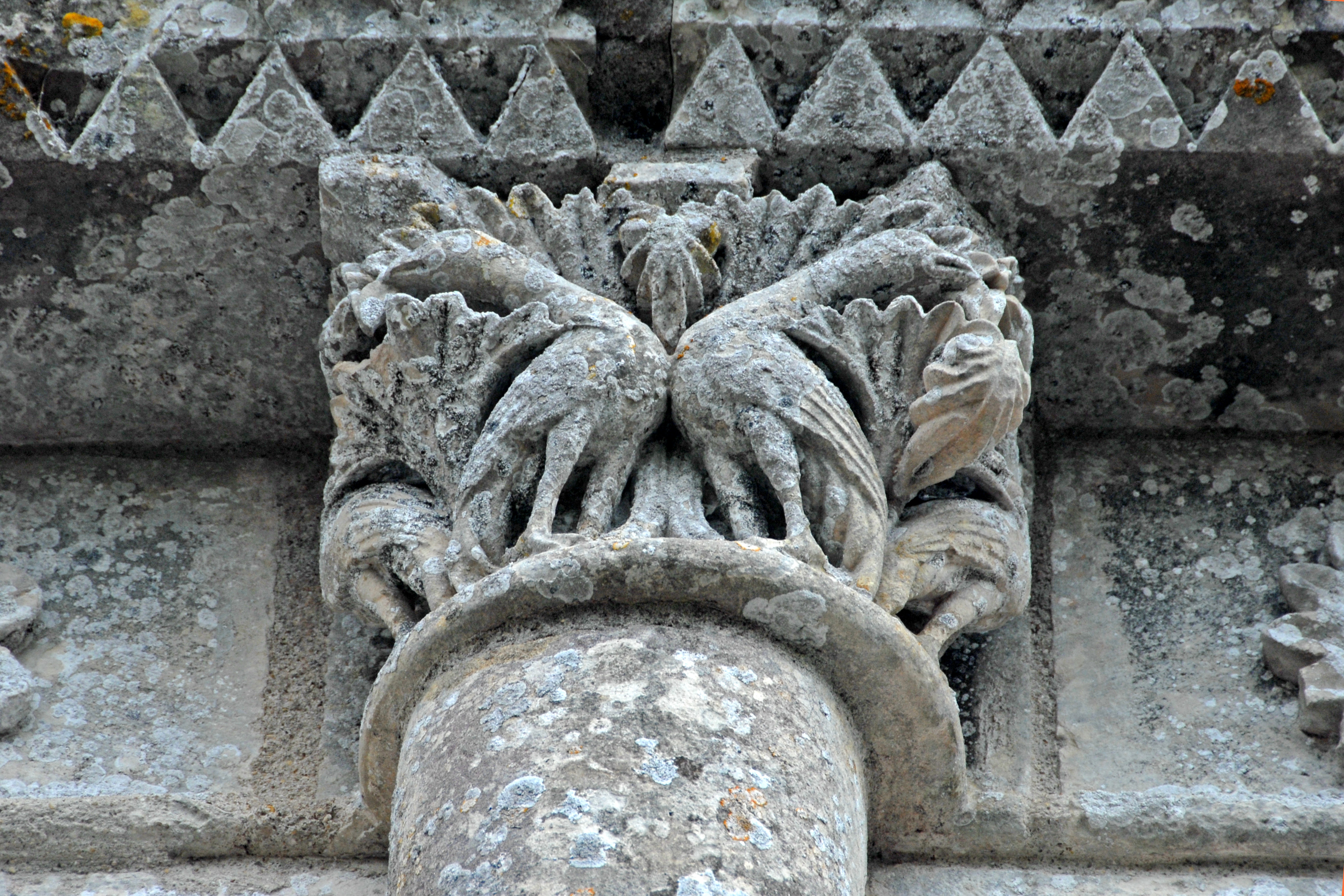
Échebrune, St-Pierre, Kapitell Fassadensäule
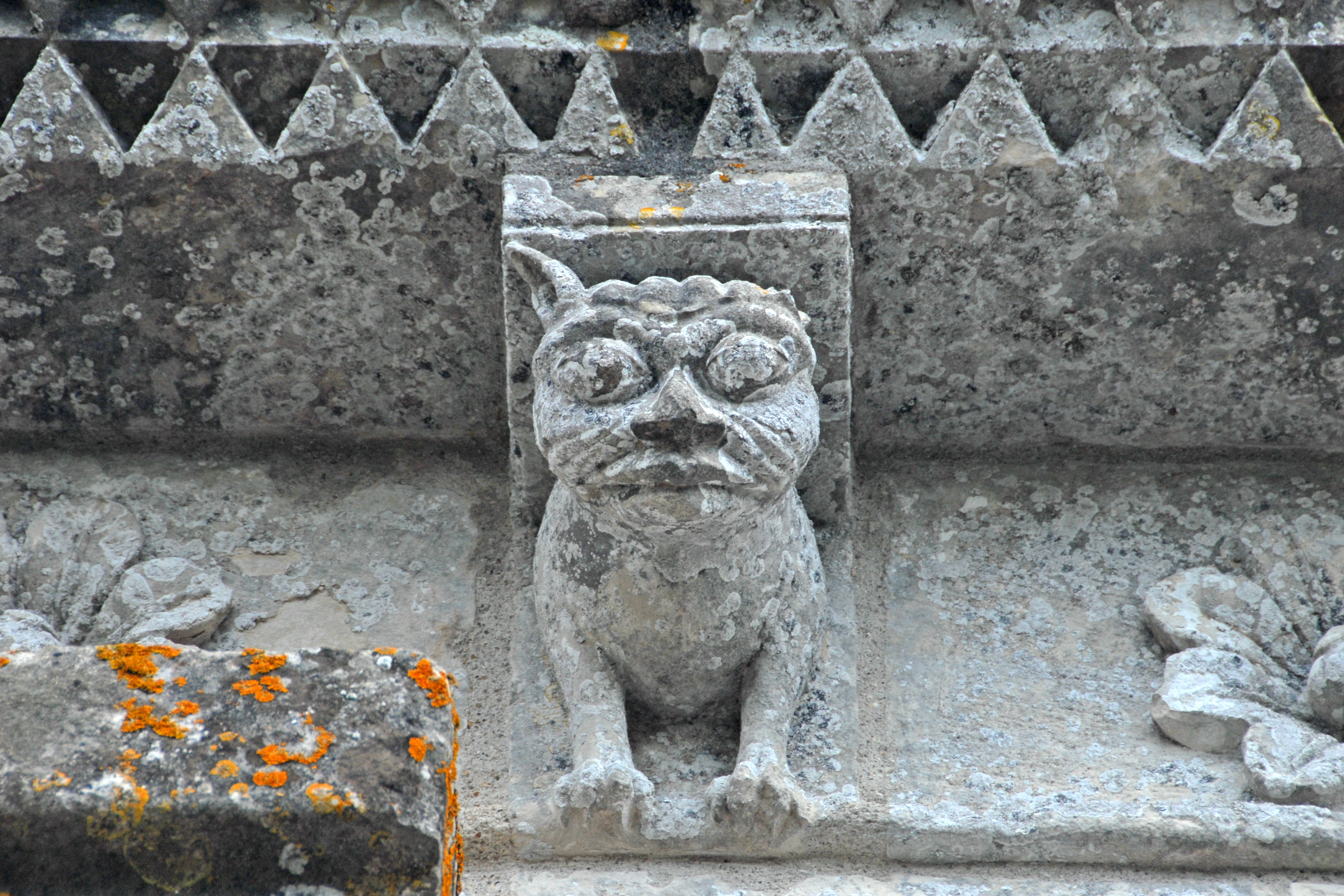
Échebrune, St-Pierre, Kragstein unter Gesims, Monster
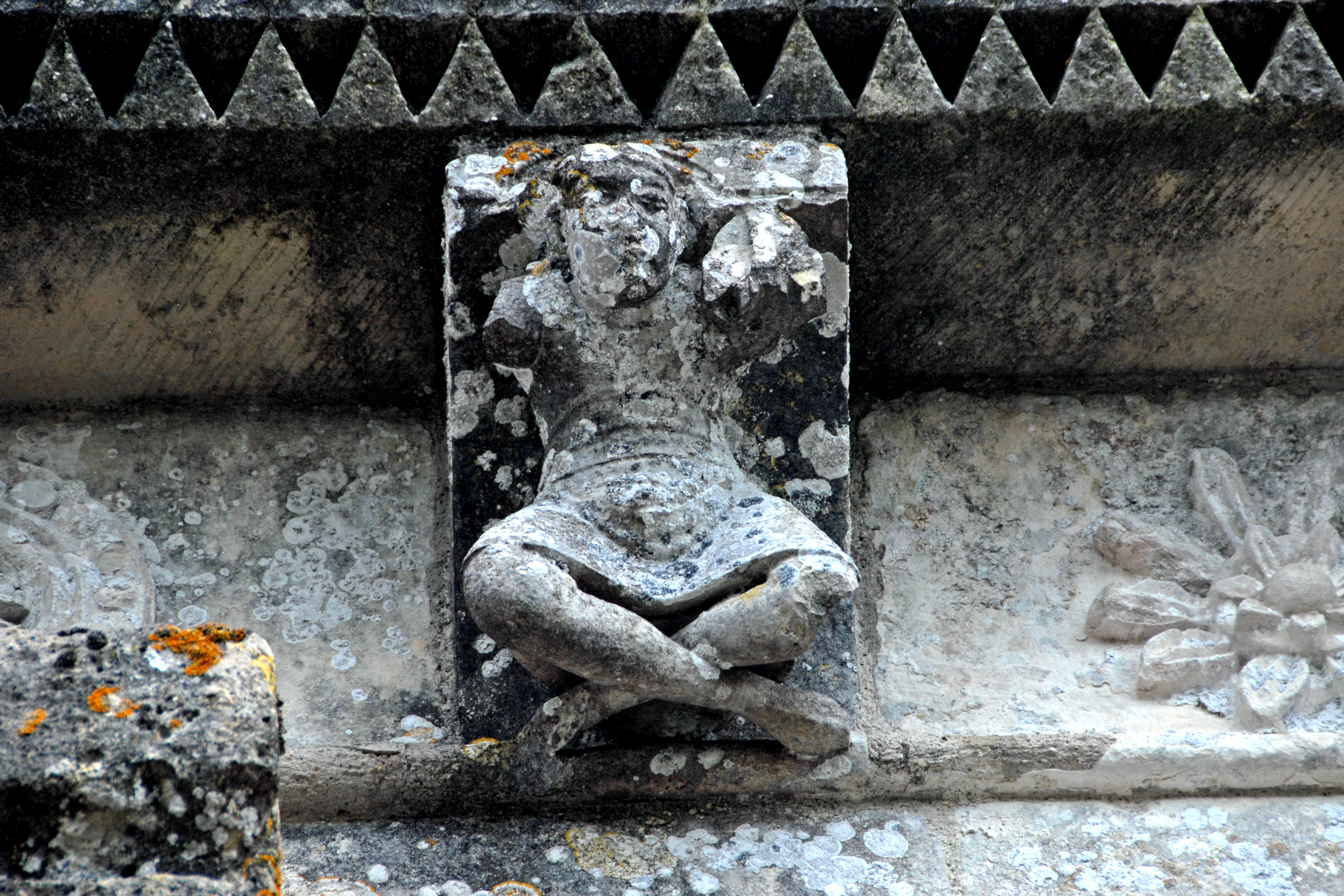
Échebrune, St-Pierre, Kragstein unter Gesims, Person im Schneidersitz
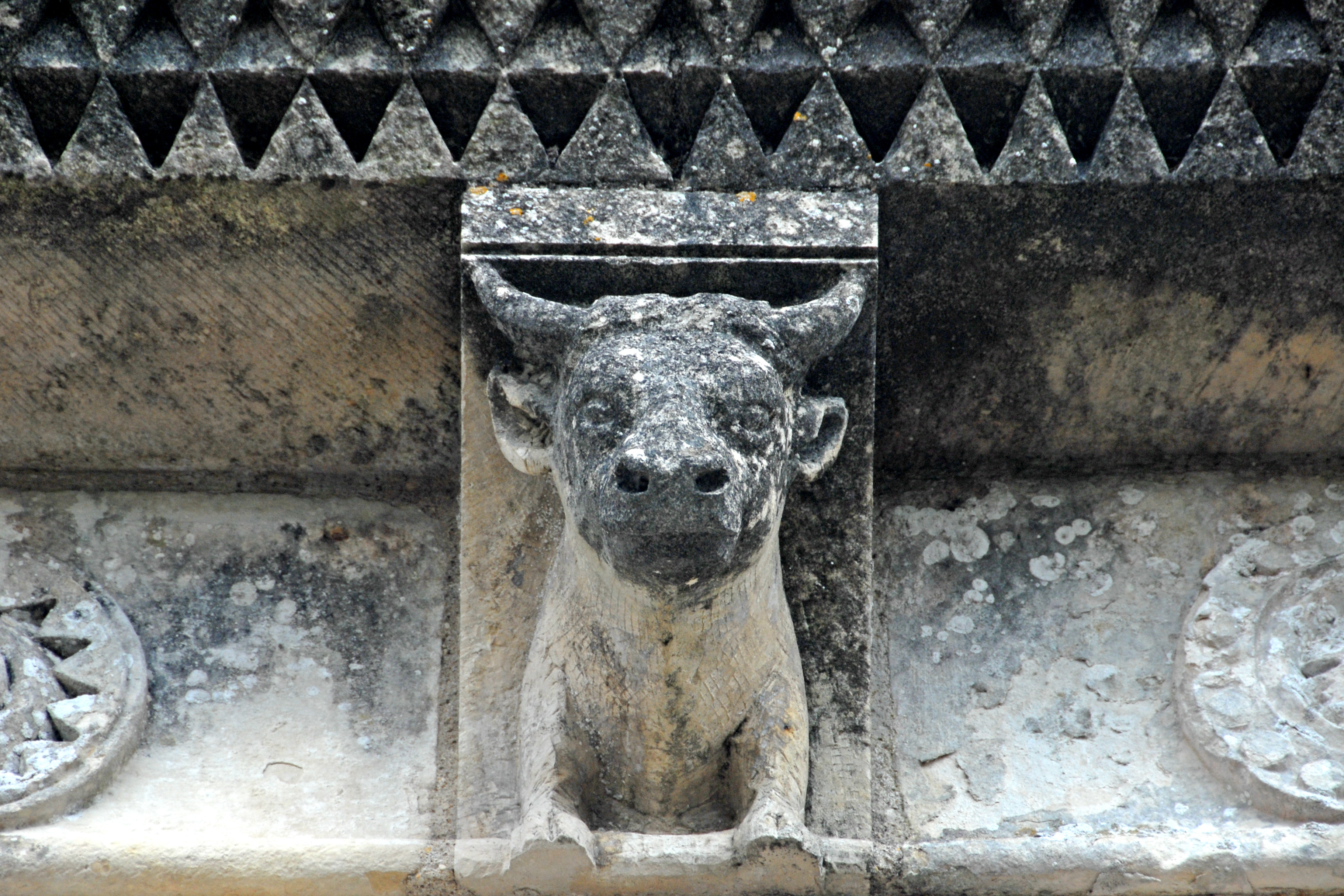
Échebrune, St-Pierre, Kragstein unter Gesims, Ochsenkopf

### Inneres

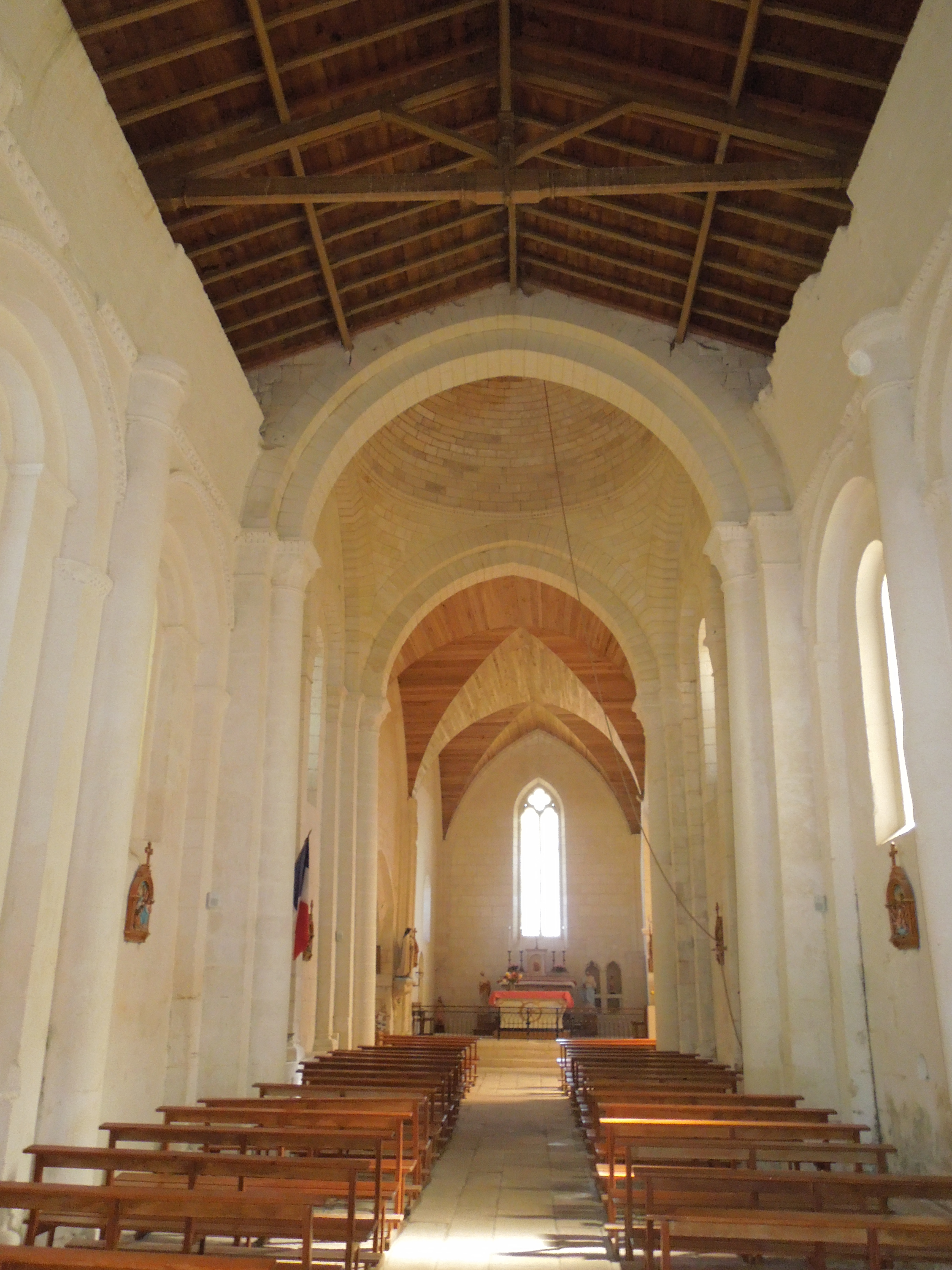
Das Kirchenschiff

Der Bau hat, abgesehen von der Einwölbung der „Vierung“ und einer kleinen Chorkapelle auf der Nordseite, alle romanischen und gotischen Gewölbe verloren.
Der Grundriss umfasst ein Schiff, eine geringfügig schmalere quadratische „Vierung“, einen rechteckigen Chor, geringfügig kürzer als das Schiff, eine Südkapelle und deren davon abgeteilten Nebenräume sowie eine sehr kleine Nordkapelle. Trotz einer „Vierung“ gibt es kein Querhaus.
Das Schiff ist vier Joche lang, die an den Außenwänden durch weit vorgestellte Rundsäulen geteilt sind. Hinter den Stützen gibt es breite, im Querschnitt rechteckige Pfeilervorlagen und im Feld dazwischen je ein kleines Rundbogenfenster mit schrägen Laibungen. In der Südwand öffnet sich im dritten Joch ein zusätzliches Portal, das fast die gesamte Breite zwischen den Pfeilervorlagen einnimmt. Darüber sitzt ein rundes Fenster, ein so genanntes „Ochsenauge“.
Die „Vierung“ ist mit einer Trompenkuppel überwölbt. An den Anschlüssen zum Schiff und zum Chor wird die Last der Kuppel und des Turmes über Bögen auf die Wände abgeleitet. Die gleichen Bögen sieht man an den beiden Außenwänden der „Vierung“ als große Blendarkade, noch einmal durch zwei kleinere Arkaden unterteilt, in denen kleine romanische Fenster ausgespart sind.
In den Ecken des jüngeren Chors und der Kapelle gibt es noch Säulenteile, die einmal die Kreuzrippen trugen. Die Fenster sind mit gotischen Spitzbögen überdeckt, das große Fenster in der Kapelle mit einem rundbogigen Fenster, das der Renaissance zugerechnet wird.

## Bedeutung

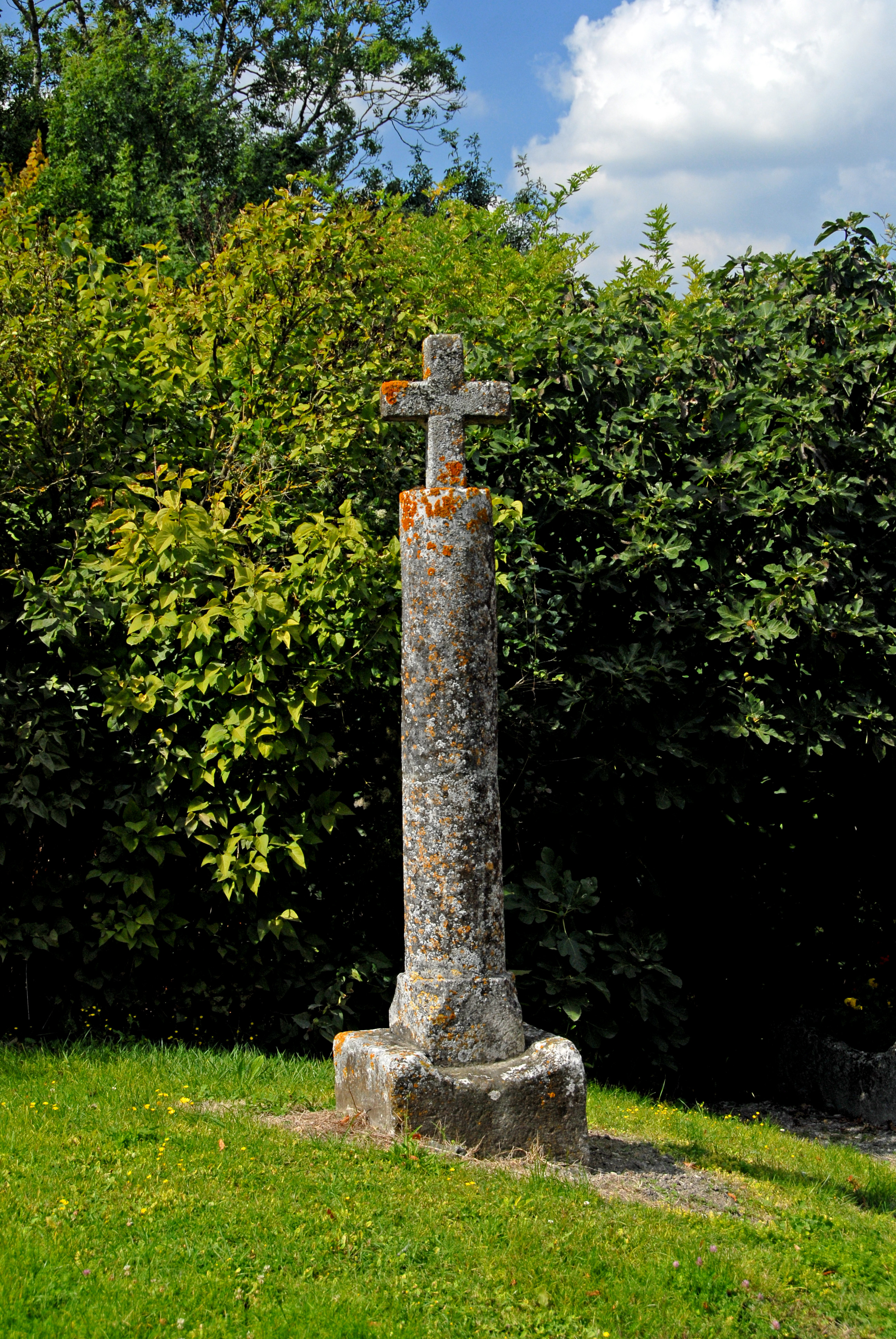
Échebrune, Steinschaft mit Kreuz

Saint-Pierre demonstriert eine romanische Westfassade, die zwar auf figurale Dekoration fast ganz verzichtet, deren außergewöhnliche Raffinesse aber in ihrer besonders ausgewogenen Fassadengliederung zu finden ist. Das weitgehende Fehlen der figuralen Skulptur deutet keineswegs darauf hin, dass an dieser Baustelle keine fähigen Steinmetze gearbeitet haben. Vielmehr setzt die Umsetzung der konsequenten und ausgewogenen Gliederung hohe Intelligenz und handwerkliche Fähigkeiten der ausführenden Baumeister voraus. Nicht zuletzt die äußerst filigranen und tiefgründigen Ranken- und Blattfriesstrukturen der Archivoltenkapitelle und deren Kämpfer beweisen die hohe handwerkliche Perfektion der hier arbeitenden Steinmetze.

## Steinkreuze
Auf einem annähernd kubischen Sockel unmittelbar südwestlich der Kirche – also vielleicht auf dem ehemaligen Friedhof – steht ein Steinkreuz auf einem kapitelllosen monolithischen Pfeiler. Über das Alter dieses Monuments und seine Funktion im Gemeindeleben (evtl. Hosianna-Kreuz) kann letztlich nur spekuliert werden.
Etwa 250 Meter südwestlich der Kirche steht ein weiteres imposanter Calvaire mit einem aus zehn profilierten Steintrommeln aufgebauten Schaft, das – ohne Angabe von Gründen – ins 15. bzw. 18. Jahrhundert datiert wird.